# Torsten Frings
Pour les articles homonymes, voir Frings.
Torsten Frings, né le 22 novembre 1976 à Würselen en Allemagne, est un footballeur international allemand, qui évolue au poste de milieu de terrain.
De 2001 à 2008, il est l'un des cadres majeurs de l'équipe d'Allemagne de football. Sous le maillot national, il est finaliste de la Coupe du monde 2002 et de l'Euro 2008. Considéré comme l'un des meilleurs joueurs allemands à son poste, il a évolué dans les plus grands clubs de Bundesliga
Il porte une cicatrice sur la joue gauche depuis l'âge de cinq ans où il fut happé par une voiture à la suite d'une chute de vélo.

## Style de jeu
Torsten Frings est un joueur particulièrement polyvalent. Lors de ses premières années au  Werder Brême, il jouait au poste d'attaquant. Il a été également amené à jouer défenseur latéral droit et aux différents postes du milieu de terrain. Néanmoins, Frings est le plus souvent positionné, en équipe nationale comme en club, comme milieu défensif axial, respectivement derrière Michael Ballack et Diego Ribas da Cunha. Joueur très physique et aimant particulièrement l'engagement dans les duels, Frings peut aussi se muer en meneur de jeu ou en attaquant en fonction des moments du match. Il est le type même du milieu que les Anglais nomment box to box, c'est-à-dire capable de jouer aussi bien dans sa surface de réparation que dans celle de l'adversaire. Frings est aussi réputé pour ses grosses frappes de balle.

## Carrière

### En club
Torsten Frings a commencé sa carrière sportive dès l'âge de six ans au sein du club de Rot-Weiß Alsdorf, qu'il quitte en 1988 pour le Rhenania Alsdorf. De 1990 à décembre 1996, Frings joue sous les couleurs d'Aix-la-Chapelle. Il est transféré en janvier 1997 au Werder Brême, où il fera ses débuts en Bundesliga. Il évolue alors comme attaquant (avant d'être repositionné milieu de terrain en 2001) et s'impose rapidement comme un cadre de l'équipe. Il joue quatre saisons sous les couleurs du club du Weser, disputant 99 matchs, marquant 8 buts et remportant la Coupe d'Allemagne en 1999 avant de rejoindre le Borussia Dortmund pour 8,5 M€, l'un des grands clubs du championnat en 2002.
De 2002 à 2004, Torsten Frings est sous contrat avec le Borussia Dortmund entraîné par Matthias Sammer, où l'on retrouve de prestigieux joueurs comme Christian Wörns, Tomáš Rosický et Ewerthon. Néanmoins, le club n'arrive pas à enrayer la suprématie du Bayern Munich en championnat. Le club bavarois n'est cependant pas indifférent au talent de Frings qu'il finit par enrôler durant la saison 2004/2005 pour 9,25 M€. Si sa saison sous les couleurs du Bayern se révèle lucrative en termes de salaire et de trophées (il remporte le doublé coupe-championnat), il n'arrive pas vraiment à s'adapter à la mentalité du club et à son mode de fonctionnement. Même s'il dispute une saison pleine et riche (il dispute 29 matchs et inscrit 3 buts), il quitte le club  en 2005 et rejoint pour la seconde fois le Werder Brême pour 5 M€.
À Brême, il retrouve sa place de meneur et supplée Frank Baumann dans le rôle du capitanat. Le Werder est à l'époque l'une des grosses cylindrées du championnat avec des joueurs talentueux tels que Tim Borowski, Diego, Miroslav Klose et Per Mertesacker, grâce auxquels il retrouve de bonnes conditions de jeu. Le club finit à deux reprises second du championnat en 2006 et 2008.
À la suite de ses bonnes saisons, de nombreux clubs comme la Juventus ou le FC Barcelone aimeraient le compter dans leurs rangs, ce que refuse Thomas Schaaf, qui est sur le point de faire prolonger son contrat. Le milieu brêmois prolonge son contrat jusqu'en 2011, ajoutant : « J'avais une offre très intéressante de la Juventus, mais j'ai compris que le Werder est le club cher à mon cœur. »
Lors de la saison 2007-2008, il se blesse à deux reprises et ne dispute que 11 matchs. La saison suivante, revenu sur pied, il retrouve sa place au sein du milieu de terrain du Werder Brême. Il remporte une troisième Coupe d'Allemagne en 2009, en battant en finale le Bayer Leverkusen (0-1 score final). L'année suivante, les deux clubs se retrouvent une nouvelle fois en finale. Frings est expulsé pour un vilain tacle à l'encontre de Bastian Schweinsteiger. Le Werder Brême, alors tenant du titre, finit la rencontre sur une lourde défaite (0-4).

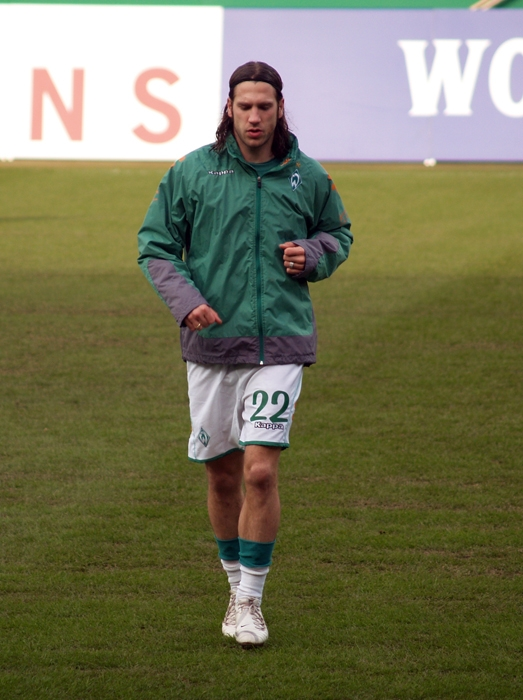
Frings à l'échauffement en 2007.

Le 29 juin 2011, Torsten Frings rejoint le Toronto FC, franchise de Major League Soccer.

### En sélection
Torsten Frings honore sa première sélection avec l'équipe nationale d'Allemagne le 27 février 2001 face à la France à Paris. Il entre en jeu à la place de Marko Rehmer lors de cette rencontre perdue par les Allemands (0-1). 
Frings participe à la Coupe du monde 2002, où il est considéré comme l'un des meilleurs joueurs de son équipe, finaliste contre le Brésil (0-2), avec Oliver Kahn, Bernd Schneider et Michael Ballack. C'est à partir de cette date qu'il forme avec Michael Ballack la charnière centrale du milieu de terrain allemand. Cette charnière est systématiquement reconduite de 2002 à 2008 lorsque les deux joueurs sont aptes. En juillet 2003, une blessure aux ligaments croisés l'écarte des terrains durant 6 mois et le prive des éliminatoires de l'Euro 2004, mais il se rétablit pour disputer le tournoi et marque un but face aux Pays-Bas (1-1) en trois matches au Portugal. Il marque également un superbe but lors de la victoire (4-2) de l'Allemagne face au Costa Rica à l'occasion du match d'ouverture de la Coupe du monde de 2006. Durant cette Coupe du monde, sa suspension pour la demi-finale contre l'Italie à la suite d'une bagarre survenue après le quart de finale contre l'Argentine a été l'objet d'une vive polémique. Après visionnage des images, le comité disciplinaire de la FIFA a déterminé que Frings avait frappé Julio Cruz alors que Cruz lui-même a nié avoir été agressé par le joueur allemand. L'annonce de la suspension est de plus intervenue la veille de la demi-finale. La controverse est due au fait que les médias italiens ont largement accentué le rôle de Frings dans la bagarre après que la FIFA a annoncé enquêter sur des joueurs allemands. Frings a répond aux accusations « C'est de la politique. Les Argentins nous ont agressés, je me suis défendu et les Italiens ont monté ça en épingle. Avec cette suspension, la FIFA voulait montrer que l'Allemagne ne recevait aucun traitement de faveur en tant que pays hôte ». Privée de Frings, l'Allemagne s'incline en demi-finale contre l'Italie (0-2). Elle remporte toutefois le match pour la troisième place contre le Portugal (3-1).
Les saisons qui suivent sont plus délicates pour Frings en sélection nationale. Souvent blessé, il ne participe que sporadiquement aux qualifications pour l'Euro 2008. Revenu en forme, il participe au tournoi sans toutefois se révéler décisif. L'Allemagne s'incline en finale contre l'Espagne (0-1).
À l'issue de l'Euro 2008, la carrière internationale de Frings est remise en question par le sélectionneur Joachim Löw. En effet, ce dernier ne le sélectionne qu'à deux reprises et Frings ne participe qu'à un seul match de la qualification de l'Allemagne pour la Coupe du monde 2010. En janvier 2010, Joachim Löw annonce qu'il ne retient pas Frings pour la Coupe du monde 2010. Malgré une cascade de forfaits au sein de la Mannschaft (Michael Ballack, Simon Rolfes, Christian Träsch et Heiko Westermann), le joueur du Werder n'est pas rappelé par le sélectionneur allemand, ce qui laisse augurer qu'il n'est plus essentiel à la sélection et que sa carrière internationale est terminée.
Il compte 79 matches avec l'équipe nationale, et a inscrit 10 buts.

### Carrière d'entraîneur
Après sa carrière de joueur, Torsten Frings entame une carrière d'entraîneur. En juin 2013 il revient au Werder Brême où il est nommé entraîneur adjoint de l'équipe réserve du club.
Le 27 décembre 2016, Frings connait sa première expérience en tant qu'entraîneur principal en étant nommé à la tête de l'équipe première du SV Darmstadt 98. Son contrat court jusqu'en juin 2018. Après une série de onze matchs sans victoire, Frings est démis de ses fonctions, la nouvelle est annoncée le 9 décembre 2017.
Le 14 juillet 2020, Torsten Frings devient le nouvel entraîneur principal du SV Meppen, en troisième division allemande.

### Ses statistiques
|           |                   |           |              | Championnat | Championnat | Coupe d'Allemagne | Coupe d'Allemagne | Coupe de la Ligue | Coupe de la Ligue | Coupes d’Europe | Coupes d’Europe | Équipe d'Allemagne | Équipe d'Allemagne |
| Saison    | Club              | Pays      | Division     | Matchs      | Buts        | Matchs            | Buts              | Matchs            | Buts              | Matchs          | Buts            | Matchs             | Buts               |
| --------- | ----------------- | --------- | ------------ | ----------- | ----------- | ----------------- | ----------------- | ----------------- | ----------------- | --------------- | --------------- | ------------------ | ------------------ |
| 1996-1997 | Werder Brême      | Allemagne | 1.Bundesliga | 15          | 0           | -                 | -                 | -                 | -                 | -               | -               | -                  | -                  |
| 1997-1998 | Werder Brême      | Allemagne | 1.Bundesliga | 28          | 2           | -                 | -                 | -                 | -                 | -               | -               | -                  | -                  |
| 1998-1999 | Werder Brême      | Allemagne | 1.Bundesliga | 23          | 3           | 1                 | 0                 | -                 | -                 | 8               | 3               | -                  | -                  |
| 1999-2000 | Werder Brême      | Allemagne | 1.Bundesliga | 33          | 3           | 3                 | 0                 | 2                 | 0                 | -               | -               | -                  | -                  |
| 2000-2001 | Werder Brême      | Allemagne | 1.Bundesliga | 30          | 1           | -                 | -                 | -                 | -                 | 5               | 0               | 2                  | 0                  |
| 2001-2002 | Werder Brême      | Allemagne | 1.Bundesliga | 33          | 6           | 1                 | 0                 | -                 | -                 | 2               | 0               | 13                 | 2                  |
| 2002-2003 | Borussia Dortmund | Allemagne | 1.Bundesliga | 31          | 6           | 2                 | 0                 | 1                 | 0                 | 12              | 2               | 8                  | 0                  |
| 2003-2004 | Borussia Dortmund | Allemagne | 1.Bundesliga | 16          | 4           | -                 | -                 | 1                 | 0                 | -               | -               | 9                  | 2                  |
| 2004-2005 | Bayern Munich     | Allemagne | 1.Bundesliga | 29          | 3           | 6                 | 0                 | 2                 | 1                 | 8               | 1               | 12                 | 1                  |
| 2005-2006 | Werder Brême      | Allemagne | 1.Bundesliga | 28          | 3           | 4                 | 1                 | 2                 | 0                 | 10              | 1               | 14                 | 3                  |
| 2006-2007 | Werder Brême      | Allemagne | 1.Bundesliga | 33          | 1           | -                 | -                 | 2                 | 1                 | 14              | 2               | 10                 | 2                  |
| 2007-2008 | Werder Brême      | Allemagne | 1.Bundesliga | 11          | 1           | -                 | -                 | 1                 | 0                 | 2               | 0               | 9                  | 0                  |
| 2008-2009 | Werder Brême      | Allemagne | 1.Bundesliga | 30          | 4           | 4                 | 1                 | -                 | -                 | 5               | 0               | 2                  | 0                  |
| 2009-2010 | Werder Brême      | Allemagne | 1.Bundesliga | 30          | 6           | 5                 | 0                 | -                 | -                 | 11              | 4               | 0                  | 0                  |
| 2010-2011 | Werder Brême      | Allemagne | 1.Bundesliga | 32          | 6           | 1                 | 0                 | -                 | -                 | 6               | 1               | 0                  | 0                  |
| 2011-2012 | Toronto FC        | Canada    | MLS          | 13          | 0           | 0                 | 0                 | -                 | -                 | 6               | 0               | -                  | -                  |
| 2012-2013 | Toronto FC        | Canada    | MLS          | 20          | 2           | 3                 | 0                 | -                 | -                 | 4               | 0               | -                  | -                  |
|           |                   |           |              | 435         | 51          | 30                | 2                 | 11                | 2                 | 93              | 14              | 79                 | 10                 |
| Total     |                   |           |              |             |             |                   |                   |                   |                   |                 |                 |                    |                    |

## Palmarès

### En équipe d'Allemagne
- Finaliste de la Coupe du monde : 2002 (Allemagne).
- Troisième de la Coupe des confédérations : 2005 (Allemagne).
- Troisième de la Coupe du monde : 2006 (Allemagne).
- Finaliste du Championnat d'Europe : 2008 (Allemagne).

### Avec le Bayern Munich
- Champion d'Allemagne : 2005 (Bayern Munich).
- Vainqueur de la Coupe d'Allemagne : 2005 (Bayern Munich).

### Avec le Werder Brême
- Vainqueur de la Coupe d'Allemagne : 1999, 2009 (Werder Brême).
- Finaliste de la Coupe d'Allemagne : 2000, 2010 (Werder Brême).
- Finaliste de la Coupe de l'UEFA : 2009 (Werder Brême).